# Площадь Независимости (Кокшетау)
Пло́щадь Незави́симости (каз. Тәуелсіздік алаңы) — одна из центральных площадей города Кокшетау, административного центра Акмолинской области в Казахстане, на которой расположена гордо устремленная ввысь стела Независимости и проводятся праздничные мероприятия в дни торжественных событий и государственных праздников.
Площадь является местом массовых гуляний и считается культурно-репрезентативным центром Кокшетау, выполняет рекреационные функции. Она появилась в конце 1950-х годов и входит в ансамбль, состоящий из парка и административных зданий.

## Расположение
Площадь расположена на территории по улице М. Сагдиева в границах М. Ауэзова и Е. Ауельбекова. По форме представляет собой правильный прямоугольник.

## История
Площадь появилась в конце 1950-х годов и входит в ансамбль, состоящий из парка и административных зданий. Но определенного названия у данной площади не было.
23 апреля 2001 года совместным решением одиннадцатой сессии 2-го созыва Кокшетауского городского маслихата за № С-11/5, № 212 территории по улице В. Куйбышева (ныне М. Сагдиева) в границах М. Ауэзова и Е. Ауельбекова, в честь 10-летия Независимости Республики Казахстан, присвоено наименование Площадь Независимости (каз. Тәуелсіздік алаңы).
В августе 2006 года новшеством площади Независимости стал видеоэкран площадью 30 кв.м., состоящий из 25 модулей и способный отражать 16 млн. цветовых оттенков. Доставлен в город из Борового, где состоялась его презентация. Экран функционирует в любых погодных условиях.
В декабре 2011 года на площади была установлена стела Независимости. Высота стелы составляет 20 метров, которые символизируют 20 лет Независимости республики. Венчает монумент композиция из сусального золота со стилизованным изображением беркута, контуры головы и шеи которого плавно переходят в крылья, обрамляющие лучистое солнце — символ мира и стабильности.

## Объекты на площади
Вокруг площади располагаются следующие объекты:
- Здание гостиницы «Достык», ул. Абая Кунанбаева, 69 (1999)
- Здание кинотеатра «Cinema Alem», ул. Махтая Сагдиева, 34 (1963; бывший кинотеатр «Дружба»)
- Музыкальный колледж им. Биржан сала и детская музыкальная школа при отделе образования г. Кокшетау управления образования Акмолинской области
- В центре площади возвышается стела Независимости (2011)
- Парк культуры и отдыха (1957; бывший парк В. В. Куйбышева)

## События
На площади часто проводятся ярмарки и прочие значимые городские мероприятия. К Новому году на площади устраивают ледовый городок. Площадь является местом проведения праздничных мероприятий по случаю Наурыза.